# DZBB
DZBB (také známý jako DZBB Super Radyo 594) je filipínská zpravodajská rozhlasová stanice vlastněná a provozovaná společností GMA Network. Ateliér stanice se nachází v GMA Network Center v Quezon City, zatímco jeho vysílač se nachází v Barangay Panghulo, Obando, Bulacan.